# Cambridge Park, New South Wales
Cambridge Park este o suburbie în Sydney, Australia.